# Vetus Latina

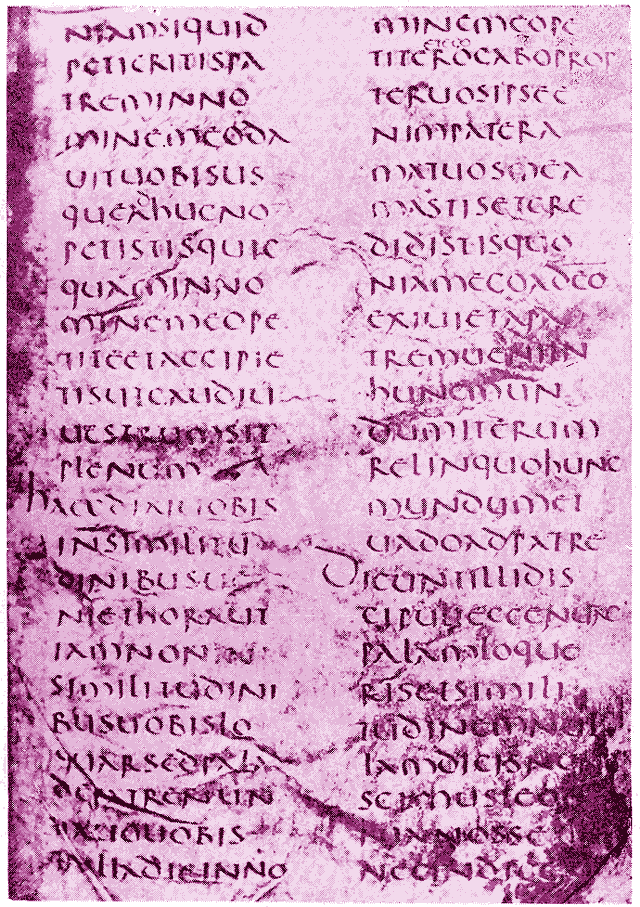
Codex Vercellensis

Vetus Latina („alte lateinische [Übersetzung]“) oder Itala ist die Bezeichnung für die ältesten erhaltenen Übersetzungen von Texten des Alten und Neuen Testaments in die lateinische Sprache. Sie unterscheiden sich von der Vulgata-Übersetzung, die vom späten 4. bis frühen 5. Jahrhundert durch den Kirchenvater Hieronymus angefertigt wurde.

## Geschichte
Die ältesten biblischen Texte in lateinischer Sprache sind in Schriften christlicher Autoren aus dem 2. Jahrhundert überliefert. Die ältesten erhaltenen Handschriften sind Evangelientexte aus dem 4. und 5. Jahrhundert (Codex Vercellensis, Codex Bobiensis). Sie beruhen auf Übersetzungen, die spätestens im 3. Jahrhundert angefertigt worden waren. Die älteste illustrierte Vetus-Latina-Handschrift sind die Quedlinburger Italafragmente mit Texten aus dem 1. Buch Samuel.
Mit dem Aufkommen der Vulgata-Übersetzung kamen die Fassungen der Vetus Latina allmählich außer Gebrauch. In der Spätantike und im Mittelalter wurde die Vulgata zur maßgebenden Bibelübersetzung und Bibelausgabe. In einigen Vulgata-Handschriften sind allerdings einige kürzere Textvarianten der Vetus Latina enthalten. 

## Vetus-Latina-Institut
Seit 1945 wurden die zahlreichen erhaltenen Handschriften in der Erzabtei Beuron systematisch unter der Leitung des Vetus-Latina-Instituts aufgearbeitet. Grundstock des Instituts war eine Kartei mit rund einer Million lateinischer Bibelzitate, die der Münchner Philologe Josef Denk (1849–1927) anlegte. Als Vater der Vetus-Latina-Forschung gilt der Mauriner Petrus Sabatier (1682–1742).
2014 wurde Thomas Johann Bauer zum Wissenschaftlichen Leiter des Vetus-Latina-Instituts berufen.

## Textbeispiele
Lukas 6, 1–4 (Lk 6 ) in der Vetus-Latina- und der Vulgata-Fassung
| Vetus Latina | Vulgata |
| --- | --- |
| Et factum est eum in Sabbato secundoprimo abire per segetes discipuli autem illius coeperunt vellere spicas et fricantes manibus manducabant. | Factum est autem in sabbato secundo, primo, cum transíret per sata, vellebant discípuli eius spicas, et manducabant confricantes manibus.                           |
| Quidam autem de farisaeis dicebant ei, Ecce quid faciunt discipuli tui sabbatis quod non licet ?                                              | Quidam autem pharisæorum, dicebant illis : Quid facitis quod non licet in sabbatis ?                                                                                |
| Respondens autem IHS dixit ad eos, Numquam hoc legistis quod fecit David quando esurit ipse et qui cum eo erat ?                              | Et respondens Jesus ad eos, dixit : Nec hoc legistis quod fecit David, cum esurisset ipse, et qui cum illo erant ?                                                  |
| Intro ibit in domum Dei et panes propositionis manducavit et dedit et qui cum erant quibus non licebat manducare si non solis sacerdotibus ?  | quomodo intravit in domum Dei, et panes propositionis sumpsit, et manducavit, et dedit his qui cum ipso erant : quos non licet manducare nisi tantum sacerdotibus ? |

In der Liturgie haben sich Formulierungen der Vetus Latina erhalten (Lk 2,14 ):
| Vetus Latina                                                       | Vulgata                                                             |
| ------------------------------------------------------------------ | ------------------------------------------------------------------- |
| Gloria in excelsis Deo, et in terra pax hominibus bonae voluntatis | Gloria in altissimis Deo, et in terra pax hominibus bonæ voluntatis |